# Junkoträsket
Junkoträsket är en sjö i Bodens kommun i Norrbotten och ingår i Luleälvens huvudavrinningsområde. Sjön har en area på 0,189 kvadratkilometer och ligger 69 meter över havet. Sjön avvattnas av vattendraget Edbäcken.

## Delavrinningsområde
Junkoträsket ingår i det delavrinningsområde (733813-176324) som SMHI kallar för Utloppet av Norr-Altervattnet. Medelhöjden är 111 meter över havet och ytan är 17,94 kvadratkilometer. Det finns inga avrinningsområden uppströms utan avrinningsområdet är högsta punkten. Edbäcken som avvattnar avrinningsområdet har biflödesordning 3, vilket innebär att vattnet flödar genom totalt 3 vattendrag innan det når havet efter 61 kilometer. Avrinningsområdet består mestadels av skog (85 procent). Avrinningsområdet har 1,48 kvadratkilometer vattenytor vilket ger det en sjöprocent på 8,2 procent.